# Иняк (приток Большого Ика)
Иня́к (Большой Иняк, Эняк; баш. Энәк) — река в России, протекает по Кугарчинскому и Зилаирскому районам Республики Башкортостан. Левый приток реки Большой Ик.

## География
Река Иняк берёт начало в лесах примерно в километре к северо-востоку от хутора Новопокровский Зилаирского района. Протекает по территории Зилаирского плато, в северо-западной его части. В Зилаирском районе течёт в северо-западном направлении, в Кугарчинском районе поворачивает на юго-запад. В районе деревни 3‑е Тукатово поворачивает на северо-запад, около деревни 2‑е Тукатово — на запад. Устье реки находится в 163 км от устья Большого Ика. Длина реки составляет 82 км, площадь водосборного бассейна — 743 км².
Питание преимущественно снеговое. Среднегодовой расход воды составляет 3 м³/с. По берегам реки произрастают дубовые леса и степные растения. Крупнейший из притоков — Большой Казмаш (левый), другой основной приток — Янташ (правый).

## Данные водного реестра
По данным государственного водного реестра России относится к Уральскому бассейновому округу, водохозяйственный участок реки — Большой Ик. Речной бассейн реки — Урал (российская часть бассейна).
Код объекта в государственном водном реестре — 12010000612112200005972.